# Hogedruk-zwaarwaterreactor
Een hogedruk-zwaarwaterreactor (Engels: pressurized heavy-water reactor (PHWR)) is een hogedrukreactor die zwaar water onder hoge druk (155 bar) gebruikt als koeling en als moderator. Dit type kernreactor is geschikt voor een kerncentrale om kernenergie te produceren uit niet-verrijkt uranium. Het afvalproduct dat hierbij vrijkomt, is plutonium, dat weer bruikbaar is voor de productie van atoombommen.
Een bekend type zwaarwaterreactor is de CANDU-reactor, die is ontwikkeld in Canada.

## Werking

Schema van een hogedrukreactor

### Primaire circuit
Door de hoge druk in een drukwaterreactor is het zware water niet in staat om te koken, hoewel de temperatuur van het water rond de 300 graden Celsius ligt. Het zeer hete zware water wordt afgevoerd naar de stoomgenerator op gewoon water, waar stoom wordt geproduceerd. Deze stoom wordt gebruikt om een turbine aan te drijven, die op haar beurt voor de energieopwekking zorgt.
In de reactor zit gewoon uranium opgesloten in splijtstofstaven. De reactor zelf is een dikwandige stalen kuip waarin zwaar water van onder naar boven stroomt. Dit zware water, dat het water is van het primaire circuit, neemt de warmte die wordt uitgestraald door het splijtstofelement op. Dit water krijgt op die manier een temperatuur van +/- 320°C, maar desondanks gaat het niet koken. Dit komt doordat een drukvat het water op een druk houdt van 155 bar (vandaar de naam hogedrukreactor).

### Secundaire circuit
Het water uit het primaire circuit wordt nu naar de stoomgenerator gebracht. Daar komt het via dunne buisjes in contact met het water van het secundaire circuit en wordt warmte van het water uit het primaire circuit afgegeven aan het water uit het secundaire circuit. Omdat het water uit het secundaire circuit op een druk van 60 bar staat (dus een lagere druk dan in het primaire circuit), gaat dit water wel koken. Merk dus op dat er géén enkel contact is tussen het zwaar water van het primaire en het gewone water van het secundaire circuit. De stoomgenerator is het laatste onderdeel dat zich in het reactorgebouw bevindt en dus een extra veiligheidsbarrière vormt.
De stoom die uit de stoomgenerator komt, wordt nu naar de hogedrukturbine gevoerd. Hierbij gaat het expanderen van 60 bar tot ongeveer 10 bar. De temperatuur neemt evenredig af. Door de expansie van de stoom wordt er thermische energie omgezet in mechanische. De stoom drijft dus de turbine aan, die op haar beurt de alternator aandrijft. Alvorens de stoom van de hogedrukturbine naar de lagedrukturbine gaat, wordt het terug verhit met stoom uit de stoomgenerator om de waterdruppels eruit te verwijderen en om nog eens extra energie aan de stoom toe te voegen. Aan de uitgang van de lagedrukturbine wordt uiteindelijk een druk bereikt van 0,05 bar of minder.

### Tertiaire circuit
Voordat de stoom terug naar de stoomgenerator gaat, wordt deze eerst nog eens afgekoeld door een condensor met water uit het tertiaire circuit. Bedoeling hiervan is om het rendement te verhogen (het rendement wordt groter als er een zo groot mogelijk verschil is tussen de begin- en eindtemperatuur). Het koelwater uit het tertiaire circuit is meestal afgekoeld water uit een koeltoren. Daarom maakt men gebruik van een koeltoren. De vorm is een hyperboloïde omdat dat gemakkelijk op te trekken is. Het schoorsteeneffect en het feit dat warme lucht lichter is, zuigt lucht van onder naar boven aan. Deze lucht passeert kanalen waardoor het opgewarmde koelwater zijn verdampingswarmte kan afgeven aan de luchtstroom. Een deel van het koelwater verdampt door contact met de luchtstroom. Onderaan de koeltoren wordt het afgekoelde koelwater terug opgevangen en teruggevoerd naar het circuit.

## Veiligheid
Er zijn nog een aantal intrinsieke of interne veiligheden aan een zwaarwaterreactor. Ten eerste is de moderator (nodig om de snelle neutronen af te remmen om zo een splijting van 235U-kernen te verkrijgen) zwaar water. Dit is, in tegenstelling tot grafiet dat in RBMK-reactoren wordt gebruikt, onontvlambaar. Mocht de reactor nu oververhit raken, dan zal het water uit  het primaire circuit toch overgaan in stoom. Waar er stoom is (gasbellen) is er dus geen vloeibaar water meer. De moderator valt weg, de neutronen remmen niet meer af en het splijtingsproces wordt afgeremd, waardoor de temperatuur terug daalt. Als laatste is er nog het dopplereffect. Bij hogere temperaturen verbreden door dit effect de resonantiepieken voor neutron vangst, als gevolg hiervan wordt de kans groter dat de neutronen worden gevangen in niet-splijtbare atomen, zoals het aanwezige 238U, in plaats van 235U wat wel splijtbaar is. Dit remt het aantal splijtingen per seconde en vermindert het vermogen.

## Onderscheid tussen een hogedruk-zwaarwaterreactor en een drukwaterreactor
Een gewone drukwaterreactor werkt met gewoon water en licht verrijkt uranium. Een zwaarwaterreactor werkt met zwaar water en gewoon natuurlijk uranium.

## Lijst van landen met zwaarwaterreactoren
- Argentinië
- Canada
- India
- Roemenië
- Zuid-Korea
- Iran (gebombardeerd op 19-06-2025)